# Лепеткіно
Лепе́ткіно (рос. Лепеткино, марій. Лапсола) — присілок у складі Гірськомарійського району Марій Ел, Росія. Входить до складу Виловатовського сільського поселення.

## Населення
Населення — 78 осіб (2010; 74 у 2002).
Національний склад (станом на 2002 рік):
- гірські марійці — 97 %